# Superstorm
Pour plus de détails, voir Fiche technique et Distribution.
Superstorm est un téléfilm catastrophe sous la forme d'un docu-fiction diffusé en trois parties sur BBC One, un épisode chaque semaine, de 15 avril 2007 au 29 avril 2007. Le film a été produit par BBC Worldwide, les mêmes producteurs du docu-fiction Supervolcano, écrit et réalisé par Julian Simpson (en). 
Chaque épisode a été suivi d'un documentaire d'une demi-heure sur la BBC Two sur la science derrière la réalité, intitulé The Science of Superstorms. La série a également été diffusée sur la chaîne Discovery Channel aux États-Unis et au Canada durant l'été 2007.
La mini-série est sortie en DVD au Royaume-Uni le 2 juillet 2007.
La première diffusion du téléfilm en France a eu lieu le 4 mai 2008 sur M6 et il est sorti en DVD le 6 février 2008.

## Synopsis
Pour affronter les effets catastrophique du réchauffement climatique, un groupe de scientifiques anglais pensent pouvoir réduire l'effet des tempêtes avec le projet TEMPEST qui peut faire "effondrer" l'œil du cyclone et réduire la vitesse des vents. Ils espèrent employer la méthode sur un cyclone de catégorie 3 : Grace. Mais un accident va avoir lieu et le cyclone va passer en catégorie 5 et se diriger vers New York.

## Fiche technique
- Musique : Mark Sayer-Wade
- Photographie : Nic Morris
- Montage : Jamie Pearson
- Production : Ailsa Orr
- Langue : anglais

## Distribution
- Chris Potter (V. F. : Jean-Pierre Michael) : Dan Abrams
- J.R. Bourne (V. F. : Pierre Tessier) : Lance Resnick
- Nicolas Wright (V. F. : Geoffrey Vigier) : Ralf DeWitt